# My Son John
Pour plus de détails, voir Fiche technique et Distribution.
My Son John  est un film américain de Leo McCarey, sorti en 1952. Il s'agit du dernier film de Robert Walker qui décède durant le tournage.

## Synopsis
Dan et Lucille Jefferson font leurs adieux à deux de leurs fils qui partent à la guerre en Asie. Leur troisième fils, John, ne vient les voir qu'une semaine plus tard, après un an d'absence. Une gêne s'installe peu à peu entre le jeune homme, intellectuel déjà connu qui vit à Washington et prépare une conférence importante dans son université, et ses parents attachés à leur foi chrétienne comme à leur patriotisme. Alors que John parvient plus ou moins à maintenir le lien avec sa mère, très tendre et compréhensive, il ne parvient pas à masquer son mépris pour son père, qui porte un béret militaire et est engagé dans la Légion, un groupe d'anciens combattants.
Par ailleurs, la voiture de Dan et Lucille a un léger accrochage avec celle d'un inconnu dénommé Stedman, qui, semblant d'abord prendre l'incident à la légère, vient plus tard rendre visite à Lucille pour demander le remboursement de ses frais. Lorsque sa mère lui parle de cet homme, John exprime la crainte que sa mère ait trop parlé de lui.
Son père, le soupçonnant d'être un communiste, finit par le frapper : John, blessé au genou, doit changer de pantalon et, à la suite de plusieurs mystérieux coups de téléphone, part en urgence.
Revenu à Washington, John téléphone à sa mère afin qu'elle lui renvoie le pantalon, pourtant déchiré. Celle-ci commence à avoir des soupçons sur son fils, renforcés lorsque Stedman revient en se présentant comme un agent du FBI qui enquête sur John.
Lucille, qui a trouvé une clé dans une poche du pantalon, prend un avion pour Washington et, après avoir vu son fils très nerveux et Stedman, découvre que la clé ouvre l'appartement d'une femme qui vient d'être arrêtée pour un complot communiste. Elle revient chez elle, suivie par John et Stedman. Sur le point de livrer son fils dont la culpabilité ne fait plus de doute, elle ne le peut à cause d'une trop grande faiblesse.
Sur le point de quitter le pays, John est pris de remords et téléphone à Stedman, qui tente de le convaincre de se livrer. John revient dans son appartement et enregistre sur une bande le discours qu'il prévoit de prononcer le lendemain à l'université. En se rendant à celle-ci, il est rattrapé par des tueurs qui l'abattent. Il meurt sous les yeux de Stedman, qui se charge de faire entendre la bande magnétique aux étudiants : c'est une confession complète de l'espion communiste. Ses parents, après l'avoir entendue, vont prier pour leur fils dans une chapelle.

## Fiche technique
- Titre original : My Son John
- Titre français : My Son John
- Réalisation : Leo McCarey
- Scénario : Myles Connolly, John Lee Mahin, Leo McCarey
- Direction artistique : William Flannery, Hal Pereira
- Décors : Sam Comer, Emile Kuri
- Costumes : Edith Head
- Maquillage : Wally Westmore
- Photographie : Harry Stradling Sr.
- Montage : Marvin Coil
- Musique originale : Robert Emmett Dolan
- Direction musicale : Robert Russell Bennett
- Production :  Leo McCarey
- Société(s) de production : Rainbow Productions
- Société(s) de distribution :  Paramount Pictures, American Broadcasting Company (ABC) (1973)
- Pays de production :  États-Unis
- Langue : Anglais
- Format : 1,37:1, mono (Western Electric Recording), noir et blanc
- Genre : Drame
- Durée : 122 minutes
- Date de sortie :
  - États-Unis : 8 avril 1952

## Distribution
- Helen Hayes : Lucille Jefferson
- Van Heflin : Stedman
- Dean Jagger : Dan Jefferson
- Robert Walker : John Jefferson
- Minor Watson : Dr Carver
- Frank McHugh : Father O'Dowd
- Richard Jaeckel : Chuck Jefferson
- James Young (1920-1985) : Ben Jefferson
- David Bond : Professeur
- Gail Bonney
- Frances Morris : secrétaire
- Irene Winston : Ruth Carlin
- Jimmie Dundee : Chauffeur de taxi
- Douglas Evans
- Nancy Hale
- Todd Karns : Bedford
- David Newell : Agent du F.B.I.
- Vera Stokes : secrétaire
- Fred Sweeney

## Production
Le scénario a été mis au point par des auteurs fortement anti-communistes, dont Leo McCarey lui-même, convaincu de la réalité de la menace communiste. Dans la version d'origine, Lucille devait tirer sur son fils pour l'empêcher de fuir, sans le tuer mais obtenant sa confession. Toutefois le scénario a changé en cours de tournage, en réaction à plusieurs événements tels que l’affaire Rosenberg. 
Robert Walker étant mort avant que le film soit achevé, Leo McCarey a emprunté à Alfred Hitchcock des plans de L'Inconnu du Nord-Express pour montrer l'acteur téléphonant à sa mère puis à Stedman et prenant un taxi. Le plan où John agonise dans la voiture, souriant parce qu'il est désormais en paix avec sa conscience, provient de la scène finale du manège dans le même film, où son sourire signifie plutôt sa vengeance.

## Distinction
En 1953, le film reçut une nomination pour l'Oscar de la meilleure histoire originale.